# Al Ramtha Sports Club
Le Al Ramtha Sport Club (en arabe : نادي الرمثا الرياضي), plus couramment abrégé en Al Ramtha, est un club jordanien de football fondé en 1966 et basé dans la ville d'Ar Ramtha.
L'Algérien Mourad Rahmouni est l'entraineur depuis 2018.

## Palmarès
| \| - Championnat de Jordanie (3) : - Champion : 1981, 1982 et 2021. - Vice-champion : 2011-12. - Coupe de Jordanie (2) : - Vainqueur : 1990 et 1991. - Finaliste : 1981, 1982, 1983, 1989, 1993, 1994, 1995, 1996, 1997 et 2013. \| \| - Supercoupe de Jordanie (3) : - Vainqueur : 1983, 1990 et 2022. - Finaliste : 1982, 1984, 1991, 1992, 1994, 1997 et 1998. - Coupe JFA de Jordanie (5) : - Vainqueur : 1989, 1990, 1993, 1996 et 2001. \| |  | |
| - Championnat de Jordanie (3) : - Champion : 1981, 1982 et 2021. - Vice-champion : 2011-12. - Coupe de Jordanie (2) : - Vainqueur : 1990 et 1991. - Finaliste : 1981, 1982, 1983, 1989, 1993, 1994, 1995, 1996, 1997 et 2013. |  | - Supercoupe de Jordanie (3) : - Vainqueur : 1983, 1990 et 2022. - Finaliste : 1982, 1984, 1991, 1992, 1994, 1997 et 1998. - Coupe JFA de Jordanie (5) : - Vainqueur : 1989, 1990, 1993, 1996 et 2001. |